# ساول شتاينبرغ
ساول شتاينبرغ (بالإنجليزية: Saul Steinberg؛ بالرومانية: Saul Steinberg) هو رسام ومهندس معماري ورسام توضيحي روماني وأمريكي، ولد في 15 يونيو 1914 في Râmnicu Sărat ‏ في رومانيا، وتوفي في 12 مايو 1999 في نيويورك في الولايات المتحدة.

## وصلات خارجية
- ساول شتاينبرغ على موقع الموسوعة البريطانية (الإنجليزية)
- ساول شتاينبرغ على موقع مونزينجر (الألمانية)
- ساول شتاينبرغ على موقع قاعدة بيانات برودواي على الإنترنت (الإنجليزية)